# Юань Мучжи
Юа́нь Мучжи́ (кит. упр. 袁牧之, пиньинь Yuán Mùzhī, 1909—1978) — китайский режиссёр, актёр, сценарист.
Поставил лучшие фильмы 1930-х: «Души фэнгуан» («Городские сцены», 1935; панорама жизни шанхайского дна), «Малу тяньши» («Уличный ангел», 1937). В 1938 уехал в Яньань, где делал документальные фильмы в агитационно-пропагандистском ключе.
В 1940 был послан в СССР, участвовал в работе над фильмом Сергея Эйзенштейна «Иван Грозный», снял документальный фильм о казахском поэте Джамбуле.
С 1946 был на административной работе (директор Чанчуньской студии, начальник Управления кинематографии КНР). После критической кампании 1952 ушёл на пенсию. Творческой работой больше не занимался.
В период «культурной революции» подвергся нападкам. Впоследствии был реабилитирован.
В 1983 вышел сборник его теоретических трудов по кинематографии.